# Bouffignereux
Bouffignereux es una comuna francesa, situada en el departamento de Aisne, de la región de Alta Francia.

## Demografía
| 70 | 60 | 59 | 89 | 111 | 110 | 105 | 102 |
| Para los censos de 1962 a 1999 la población legal corresponde a la población sin duplicidades (Fuente: INSEE [Consultar]) |    |    |    |     |     |     |     |